# Kanton Polleben
Der Kanton Polleben war eine Verwaltungseinheit im Distrikt Halle des Departements der Saale im napoleonischen Königreich Westphalen. Hauptort des Kantons und Sitz des Friedensgerichts war Polleben im heutigen Landkreis Mansfeld-Südharz. Der Kanton umfasste sieben Gemeinden und mehrere Weiler, war bewohnt von 3761 Einwohnern und hatte eine Fläche von 1,79 Quadratmeilen. Er ging aus dem magdeburgisch-mansfeldischen Amt Polleben hervor.
Die zum Kanton gehörigen Ortschaften waren:
- Polleben
- Helbra
- Volkstedt
- Burgsdorf mit Rottelsdorf
- Elben mit Reidewitz und Freust
- Augsdorf mit Helmsdorf und Hübitz
- Heiligenthal mit Lochewitz und Bösenburg